# 英雄 (筆記具ブランド)
英雄（えいゆう、中国語: 英雄，拼音: Yīngxióng, 英語: HERO）は、中国の万年筆メーカー最大手である上海英雄金筆廠有限公司（上海英雄金笔厂有限公司，Shanghai Hero Pen Co., Ltd.）が製造する筆記具のブランドである。

## 概要
1958年、名品として有名なパーカー５1のコピーである「100英雄」を発売。その後「100英雄」の改良として、パーカー61を参考にして「英雄100」が発売され、今でも販売され続けている。1980年代には中国の国内シェア70%を占めるまでに発展し、近年では国際会議での署名用に採用されるなど、海外でも徐々にブランド力をつけている。また現在生産中の万年筆において、このタイプのペン先の万年筆を生産するメーカーがヒーローだけであるため、中国のみならず海外でも有名である。
現行の万年筆のペン先は、ステンレス合金、10K、12K（金50％、銀25％、銅25％）、14K、18Kなどさまざま。漢字筆記を前提とする点において欧米諸国のメーカー比べて全体的に細字であることが日本の万年筆メーカーに同じく、ペンポイントの形が主にアメリカ製のパーカー51、61のXF先に似ていて、非常に線に抑揚がつけやすくなっている。軸の色は様々で、一般に中国の消費者の嗜好に合わせた華美な装飾の物が多い。
現在、日本において一般の文具店の店頭に並ぶことはほとんどないものの、豪華なペンが比較的安価に手に入ることから、インターネット通販を行っている業者も存在している。ただし中国国内でのブランド知名度の高さから、例に洩れず粗悪な贋物が非常に多く、購入業者の選定には注意がいる。加えて、英雄社の前身会社華孚金筆廠は1934年に、始めるの贋物を報告した。
ただし注意すべき点として、2000年以降のヒーロー万年筆について、多くの種類の万年筆の生産を麗水工場に任され、また腕のいい職人のほとんどが定年退職になったことにより、品質が著しく低下してしまった。従って、現在中国国内では90年代およびそれ以前の、まだ質が良かった頃のヒーロー万年筆が大人気で、インターネット通販サイトのタオバオでは多数取引されている。

## 万年筆戦争
「英雄」は昭和41年に日本で売り出され、新聞各紙は英雄の品質の高さと価格の安さに着目して「赤いバーゲン」(毎日新聞)などと大々的に記事にし始めた。一例として、昭和41年6月6日、『日本読書新聞』のコラムは「英雄」万年筆について次のように述べている。
「三百五十円の『英雄』が私たちの編集部を席巻している。一週間前に登場した『英雄』はペリカンやシェーファーやもろもろの国産品を駆逐してしまった。『英雄』は外貌はアメリカ製パーカーと百％類似しているのだ。違いといえば『ＨＥＲＯ』の刻印だけ。そして書き味たるや、滑らかさ、たわみ、ペン先のまろやかな感触、すべて真正パーカーに優るとも劣らぬことを一人残らずとなえている。宣伝めくが、質においても三百五十円のしろものではない。私たちの半数以上は『英雄』を使い始めている」
英雄万年筆と同じ品質の製品は、国産では小売り価格1000円以上つけなければならないほどコストがかった。これについて当時のセーラー万年筆の阪田正三社長は「中国製のペンは減りが早く、また中国は人件費が安いうえ外貨獲得のため採算を度外視している」と述べていた。
中国製万年筆は、昭和42年度には約46万本を売り、輸入万年筆の39％を占め、国産万年筆メーカー各社に対する大きな脅威となった。これを一層煽りたてた毎日新聞はじめマスコミ報道について、昭和41年11月28日の『帝都日日新聞』は「毎日は朝日についで社内に共産党分子が多く潜入している新聞社だといわれており、これが巧妙に作りあげられた中共宣伝記事であったとしたら由由しき問題である。この点今回の毎日の報道は、なんとも不可解な報道姿勢であったといえる」とし、英雄を手放しで賞賛する報道は、政治的動機に基づく左翼メディアの宣伝ではないかとした。

## 沿革
- 1927年 - 万年筆商店 合羣自來水筆公司 創業。創業者：周荊庭、沈柏年、竺芝珊（蒋介石の義弟）
- 1931年10月1日 - 合羣自來水筆公司の関連工場とし、日本人の万年筆工場のものを継承し、華孚金筆廠を設立（ブランド：合羣United（合羣自來水筆公司より）、新民Sinmin、華孚Wolff）。
- 1933年ごろ - 大衆筆廠（ブランド：大衆Popular）、利文墨水廠創業。
- 1935年 - 華孚、新しいブランド出願: 新生Sinsun
- 1936年 - 竺芝珊退社
- 1936年2月 - 魏国錕ら、大同自來水筆制造廠創業（後、大同英雄金筆廠。ブランド：英雄Hero、総統、皇后）
- 1938年 - 合羣と華孚二社分離。沈柏年は合羣と合羣Unitedブランドの所有者になった。周荊庭は華孚と新民Sinmin、華孚Wolff、新生Sinsunブランドの所有者になった。
- 1940年 - 華孚、大衆筆廠と利文墨水廠を買収。
- 1942年 - セーラー万年筆上海工場設立。
- 1946年 - 湯蒂因、綠寶金筆製造廠（ブランド：綠寶Greenspotなど）建立。華孚金筆廠、セーラー万年筆上海工場落扎。
- 1946年10月31日 - 大同英雄社 蒋介石の還暦お祝いのため、パーカー51仕様万年筆である「999英雄」発売。
- 1950年 - 周荊庭、故郷である寧波奉化に華孚金筆廠奉化分廠（籌備委員会）を設立したが、後、奉化工場がアメリカ軍に爆擊された。
- 1951年 - 華東軍政委員会 対華孚投資。吉士ら五社合併、聯業筆廠が発足。
- 1952-1953年 - 聯業、南京三社と合併し、南京工場（後、南京金筆廠）が発足。
- 1953年10月1日 - 綠寶、天鵝金筆廠（上海本社・工場、北京工場）、博文筆尖廠三社合併、新しい綠寶金筆廠（上海工場ブランド：綠寶、北京工場ブランド：天鵝）が発足。
- 1954年 - 聯業南京工場、公私合營、南京金筆廠が発足。綠寶北京工場、公私合營。
- 1955年9-10月 - 大同英雄、綠寶（上海）は華孚と合併した。
- 1956年 - 華孚、他の27社と合併。聯業（上海）、他の35社と合併。北京綠寶は北京金星Golden Starと合併。
- 1958年 - パーカー51仕様万年筆「100英雄」モデルとパーカー61仕様万年筆「200英雄」モデル発売。聯業筆廠（上海）と合併。
- 1959年 - 中華人民共和国建国10周年記念万年筆「上海」モデル発売。
- 1964年 - 「英雄１００」モデル発売
- 1966年 - 日本上陸。数百円程度の低価格で、パーカーと同等の高品質だったことからよく売れたという。会社名は英雄金筆廠になった。
- 1978年 - 上海金星Kinsinの万年筆業務とブランド金星Kinsin、博士Doctor、関勒銘Guanleming/Rockmanを受讓。
- 1979年 - トライアンフ先景泰藍万年筆「300型英雄（300英雄）」モデル発売。パーカー75仕様万年筆「200型英雄（英雄200）」モデル開発成功。パーカー、英雄と提携商談。
- 1981年 - 創業50年記念万年筆「英雄50型（英雄50）」モデル発売。
- 1982年 - パーカーと提携が中止。補償としたパーカー45図面により、「英雄800」モデル発売。
- 1997年 - 香港帰還記念万年筆「英雄1997」モデル発売。
- 2001年 - ドーハでの世界貿易機関閣僚会議で、中国の加盟のサインに「英雄」が使われた。
- 2011年 - 辛亥革命100周年記念万年筆「英雄1911」モデル発売。
- 2016年 - 創業85年記念万年筆「英雄85」モデル発売。
- 2019年 - 中華人民共和国建国70周年記念万年筆「英雄1949」モデル発売。